# Lachenalia thomasiae
Lachenalia thomasiae är en sparrisväxtart som beskrevs av Winsome Fanny 'Buddy' Barker och G.D.Duncan. Lachenalia thomasiae ingår i släktet Lachenalia och familjen sparrisväxter. Inga underarter finns listade i Catalogue of Life.